# Kasteel van Ravenstein

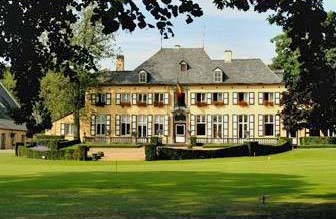
Kasteel van Ravenstein

Het Kasteel van Ravenstein is een kasteel in de Vlaams-Brabantse plaats Tervuren, gelegen aan Ravenstein 2.

## Geschiedenis
Het was Filips van Kleef, die ook heer van Ravenstein was, die hier einde 15e eeuw een jachthuis liet bouwen. Hierbij kwam ook een pachthoeve. Eind 16e eeuw werd het goed, tijdens de godsdiensttwisten, verwoest. Het goed werd herbouwd en in 1748 werd het aangekocht door Charles-Henri Francolet, die ook rentmeester was van het naburige kapucijnenklooster. De familie Francolet liet het goed uitbreiden tot een hof van plaisantie met daarbij ook een koetshuis. Na diverse eigenaren te hebben gekend werd het goed in 1829 aangekocht door Willem Frederik van Oranje⁣, maar in 1830, bij de uitroeping van de Belgische onafhankelijkheid, werd hij onteigend. Het 110 ha grote goed kwam aan de Belgische staat en in 1880 werd het geschonken aan koning Leopold II. Deze maakte het in 1900 over aan de Koninklijke Schenking.
Vanaf 1903 werd hier het golfterrein van de Koninklijke Golf Club van België aangelegd. Het Kasteel van Ravenstein werd omgebouwd tot clubhuis van deze vereniging naar ontwerp van Georges Hobé.

## Gebouw
Het landhuis werd ingrijpend verbouwd, maar heeft nog een 18e-eeuwse kern. Ook enkele sierelementen in rococostijl bleven bewaard. Het interieur werd sterk gewijzigd. Naast dit huis is er nog de voormalige boerenwoning en het 18e-eeuws koetshuis. Ook uit de 18e eeuw zijn de langsschuur en de - in 1910 tot woonhuis omgebouwde - stallen. Het tuinpaviljoen is van 1911.